# 福星
福星（ふくぼし、フーシン）または五福星（ごふくせい ウーフーシン）は、香港の映画シリーズであり、しばしばその映画に登場する5人の俳優を指す。

## シリーズ
- 五福星（1983年）
- 香港発活劇エクスプレス 大福星（1985年）
- 七福星（1985年）
- 十福星（中国語版）（1986年）
- 福星闖江湖（中国語版）（日本未公開、1989年）※サモは降板
- 五福星撞鬼（中国語版）（日本未公開、1992年）※サモが復帰
- 運財五福星（中国語版）（日本未公開、1996年）

## 五福星メンバー
- サモ・ハン・キンポー
- チャールス・チン（中国語版）
- リチャード・ン
- フォン・ツイファン（中国語版）
- ジョン・シャム（中国語版）（『五福星』）
- エリック・ツァン（『香港発活劇エクスプレス 大福星』『七福星』）